# 昆古斯河
昆古斯河是俄羅斯的河流，屬於阿古爾河的支流，由克拉斯諾亞爾斯克邊疆區負責管轄，河道全長174公里，流域面積3,930平方公里，河水主要來自雨水和融雪，每年十一月至翌年四月結冰。